# Gustav Michaelis (Stenograf)
Gustav Michaelis (* 27. Juni 1813 in Magdeburg; † 9. August 1895 in Berlin) war ein deutscher Stenograf, Vorsteher des Stenographenbureaus im Preußischen Herrenhaus und Lektor der Stenographie an der Berliner Universität.

## Leben

### Beruflicher Werdegang
Michaelis studierte von 1832 bis 1837 in Göttingen und Berlin Mathematik und Naturwissenschaften, promovierte 1837 in Berlin und war dann von 1838 bis 1846 Lehrer der genannten Fächer am Gymnasium zu Bielefeld sowie der Louisenstädtischen Stadtschule und dem Friedrichwerderschen Gymnasium in Berlin. 1843 und 1846 bearbeitete er auch zwei Programmabhandlungen in seiner Wissenschaft. 1846 gab er den pädagogischen Beruf auf.
Er fand seine Lebensaufgabe in der Pflege der Stenographie als Kunst und Wissenschaft. Michaelis hatte die Stenographie 1844 bei Heinrich August Wilhelm Stolze selbst erlernt. Er war 1848 als Stenograph der Nationalversammlung, 1850 als Stenograph des Erfurter Parlamentes tätig, gehörte von 1850 bis 1855 dem Stenographenbureau des Preußischen Abgeordnetenhauses an und war von 1855 bis 1889 Vorsteher des Stenographenbureaus im Herrenhause. Zwischendurch hatte er bis 1873 auch das stenographische Bureau im Deutschen Reichstag geleitet. Ab 1847 war er zudem mehrere Jahre lang Schriftführer des Stenographischen Vereins in Berlin.

### Weiterentwicklung der stenographischen Schrift
Michelis widmete sich der Weiterbildung und Verbesserung der Stolzeschen Schrift und der wissenschaftlichen Pflege der Stenographie in Verbindung mit allgemeinen schrift- und sprachwissenschaftlichen Forschungen. Zu Lebzeiten Heinrich August Wilhelm Stolzes (1798–1867), dem Begründer eines der beiden Hauptströme deutscher Schnellschreibkunst, war Michaelis sein wissenschaftlicher Berater, als solcher hatte er auf die Entwicklung der Stolzeschen Schrift Einfluss. So hatte er bei der Ausbildung der grammatikalischen Gliederung der Schrift und die Schreibung der Fremdwörter, wie sie im Lehrbuch Stolzes von 1852 gelehrt wurde, einen bedeutenden Einfluss ausgeübt.
Dieser steigerte sich noch, als Michaelis mit dem Tode Stolzes 1867 Vorsitzender der Stenographischen Prüfungscommission in Berlin wurde, der er schon seit ihrer Begründung im Jahr 1847 angehört hatte. Anfangs eine Einrichtung des Berliner Stenographischen Vereins, dann seit 1874 eine Körperschaft des Verbandes Stolzescher Stenographenvereine und seit 1895 eine unabhängige, sich selbst ergänzende Vereinigung, hat die Prüfungskommission, der neben der Prüfung von Lehrern in der Stenographie die Pflege und Fortbildung der Stolze'schen Stenographie oblag. Diese Kurzschrift hatte sich in den Jahren 1868 geringeren, 1872 und 1888 einschneidenderen Änderungen unterzogen. Michaelis hatte als Vorsitzender der Kommission die Anregung zu diesen Reformen gegeben und in den Jahren 1868 und 1872 auch bei Beratung und Beschlussfassung der Einzelheiten in maßgebender Weise mitgewirkt. Damit galt er als der nächste wissenschaftliche Träger der Stolzeschen Stenographie nach dessen Tode. Als solcher strebte er, entgegen seinem früheren, mehr auf die Durchführung philologischer (grammatikalischer und etymologischer) Grundsätze in der Schriftdarstellung gerichteten Einflusse, eine immer weiter greifende Vereinfachung und größere Gleichheit und Regelmäßigkeit in der Stenographie an. So entstand aus der Schrift für Philologen und Kammerstenographen, die für die weiteste Verbreitung bestimmte "vereinfachte Stolzesche Stenographie" (sog. "Neustolze").
Daneben war er für die Übertragung der Stolze'schen Schrift auf andere Sprachen bemüht. Nachdem er bei der vielfach anregenden Übertragung derselben auf das Lateinische durch Wilhelm Wackernagel im Jahre 1854 hilfreich war, arbeitete er die Übertragungen auf die romanischen Sprachen aus: auf das
- Französische (1862 und 1874),
- Italienische (1875),
- Spanische (1876) und
- Portugiesische (1884), sowie auf die
- englische Sprache (1864 und 1873).

Buchstaben für sch, die von 1857 bis 1864 verwendet wurden.

Buchstaben für sch, die von 1857 bis 1864 verwendet wurden.

Diese sowie die weiteren wissenschaftlichen Bestrebungen von Michaelis fanden ihren Halt und Mittelpunkt einmal in dem Lehrstuhl für Stenographie an der Berliner Universität, der 1851 als Lektorat für ihn begründet wurde und ihm 1864 den Professortitel einbrachte, sodann in einer von 1853 bis 1879 von ihm herausgegebenen und zum größten Teil auch selbst geschriebenen Zeitschrift, die anfangs den Titel Zeitschrift für Stenographie, seit 1856 den Titel Zeitschrift für Stenographie und Orthographie in wissenschaftlicher, pädagogischer und praktischer Beziehung führte. Bei der Rechtschreibung war er ein Hauptvorkämpfer für eine einheitliche lautgetreue Schreibung und trat mehrfach für die Schreibung der s-Laute nach der Heyseschen Regel ein, so auch in seinem "Wörterbuch der deutschen Rechtschreibung" (1856).

### Familie
Michaelis war von 1838 bis 1863 mit Henriette geborene Lobeck verheiratet. Von seinen Kindern war ein Sohn Schuldirektor in Berlin, zwei Töchter waren auf dem Gebiet der romanischen Sprachwissenschaft bekannt geworden (siehe dazu auch Henriette Michaelis, Tochter, * 1849 und
Carolina Michaëlis de Vasconcelos, Tochter, 1851–1925).

## Quelle
- Christian Johnen: Michaëlis, Gustav. In: Allgemeine Deutsche Biographie (ADB). Band 52, Duncker & Humblot, Leipzig 1906, S. 374–376.